# Henry William Bristow
Henry William Bristow (17 mei 1817 — Londen, 14 juni 1889) was een Brits geoloog en zoon van generaal-majoor H. Bristow, die nog had gediend tijdens de Spaanse Onafhankelijkheidsoorlog. Na een studie aan de King's College London werd hij professor in de geologie.
In 1842 werd Bristow assistent-geoloog bij de British Geological Survey, waar hij 46 jaar zou werken; hij werd er in 1872 directeur (voor de regio's Engeland en Wales) en ging in 1888 met pensioen. In 1862 werd Bristow fellow bij de Royal Society.

## Publicaties
- A Glossary of Mineralogy (1861)
- The Geology of the Isle of Wight (1862)

- Author citation (botany): Bristow
- Gemeinsame Normdatei: 117631949
- International Standard Name Identifier: 0000 0000 6312 0211
- Library of Congress Control Number: n90646748
- Nationale bibliotheek van Australië: 35730909
- Nationale Bibliotheek van Israël: 987007281063005171
- Nederlandse Thesaurus van Auteursnamen: 245832319
- Système universitaire de documentation: 100713599
- Trove: 1061806
- Virtual International Authority File: 7770036
- WorldCat: E39PBJcWr3GXDjwY386mgdrDv3